# 週波脫落
週波脫落（英語：Cycle Slips）為全球定位系統（GPS）進行載波相位測量時，出現的暫時性信號遺失，或信號不連續之現象。

## 定義
週波脫落（Cycle Slips）為全球定位系統（GPS）進行載波相位測量時，出現的暫時性信號遺失，或信號不連續之現象。當GPS衛星訊號受到干擾或中斷之後，衛星訊號被重新鎖定，測量到的載波小數週波值和中斷前同是連續，但重新計數的整數週波值卻是不連續的，稱為週波脫落。

週波脫落產生的原因可能為：接收器故障、地物阻隔造成多路徑效應、無線電干擾、電離層干擾導致衛星訊號遮蔽等。脫落程度可能從1個週波至數百萬個週波不等，需重新搜尋載波相位的整數解，需加以濾除。凡此都使得動態定位比靜態定為更為複雜。